# Phora paramericana
Phora paramericana är en tvåvingeart som beskrevs av Brown 2000. Phora paramericana ingår i släktet Phora och familjen puckelflugor.
Artens utbredningsområde är Costa Rica. Inga underarter finns listade i Catalogue of Life.